# David Appel
David Appel (* 21. května 1981 Brno) je bývalý český profesionální hokejový hráč, hrající na postu útočníka. V Česku hrál např. v klubech HC Kometa Brno, HC Oceláři Třinec či HC Slovan Ústečtí Lvi. V letech 2011 až 2014 hrál v Německu v týmu SC Riessersee (2. německá liga ledního hokeje) a pak v EHC Freiburg (3. německá liga).
V roce 2015 hokejovou kariéru uzavřel.